# Louise Fletcher
Pour les articles homonymes, voir Fletcher.
Louise Fletcher est une actrice américaine née le 22 juillet 1934 à Birmingham (États-Unis) et morte le 23 septembre 2022 à Montdurausse (France).
Elle s'est fait connaître grâce au rôle de l'infirmière Mildred Ratched dans Vol au-dessus d'un nid de coucou (1975) de Miloš Forman, pour lequel elle remporte l'Oscar de la meilleure actrice, le Golden Globe de la meilleure actrice dans un film dramatique et le BAFTA de la meilleure actrice.

## Biographie

### Jeunesse et formation
Estelle Louise Fletcher est le deuxième enfant d'Estelle Caldwell et du révérend Robert Capers Fletcher, pasteur épiscopalien d'Arab, en Alabama qui a fondé plus de quarante églises pour les sourds en Alabama. Ses deux parents sont sourds, et ont tous deux travaillé pour sourds et malentendants. Cependant Louise Fletcher, tout comme ses frères et sœurs Roberta, John et Georgianna, est née sans aucune perte d'audition, et maîtrise la langue des signes. Elle n'a appris à parler qu'à huit ans sous la tutelle d'une de ses tantes, habitant au Texas chez qui elle avait été envoyée. Cette tante l'initie également au métier d'actrice.
Après avoir été diplômée de l'université de Caroline du Nord à Chapel Hill, elle déménage à Los Angeles, en Californie, où elle trouve du travail comme réceptionniste le jour tout en suivant des cours de théâtre la nuit.

### Carrière
Sa grande taille de près d'un mètre quatre-vingts est un problème pour l'actrice à qui l'on refuse des contrats car elle dépasse souvent le premier rôle masculin. Elle arrive assez vite à intégrer des programmes de la télévision américaine comme Les Incorruptibles, à la fin des années 1950. Mariée avec le producteur Jerry Bick, l'actrice met sa carrière entre parenthèses pendant une dizaine d'années pour se consacrer à sa famille. En 1974, elle reprend du service, avec le film Nous sommes tous des voleurs de Robert Altman dans lequel elle interprète Mattie. Vient en 1976 son rôle le plus marquant, celui de l'infirmière Mildred Ratched dans Vol au-dessus d'un nid de coucou de Miloš Forman, dans lequel elle persécute le personnage principal interné, incarné par Jack Nicholson. La terrible infirmière devient son plus grand rôle, la signature de sa carrière, récompensée par trois prix prestigieux : l'Oscar de la meilleure actrice, le Golden Globe de la meilleure actrice dans un film dramatique et le BAFTA de la meilleure actrice.

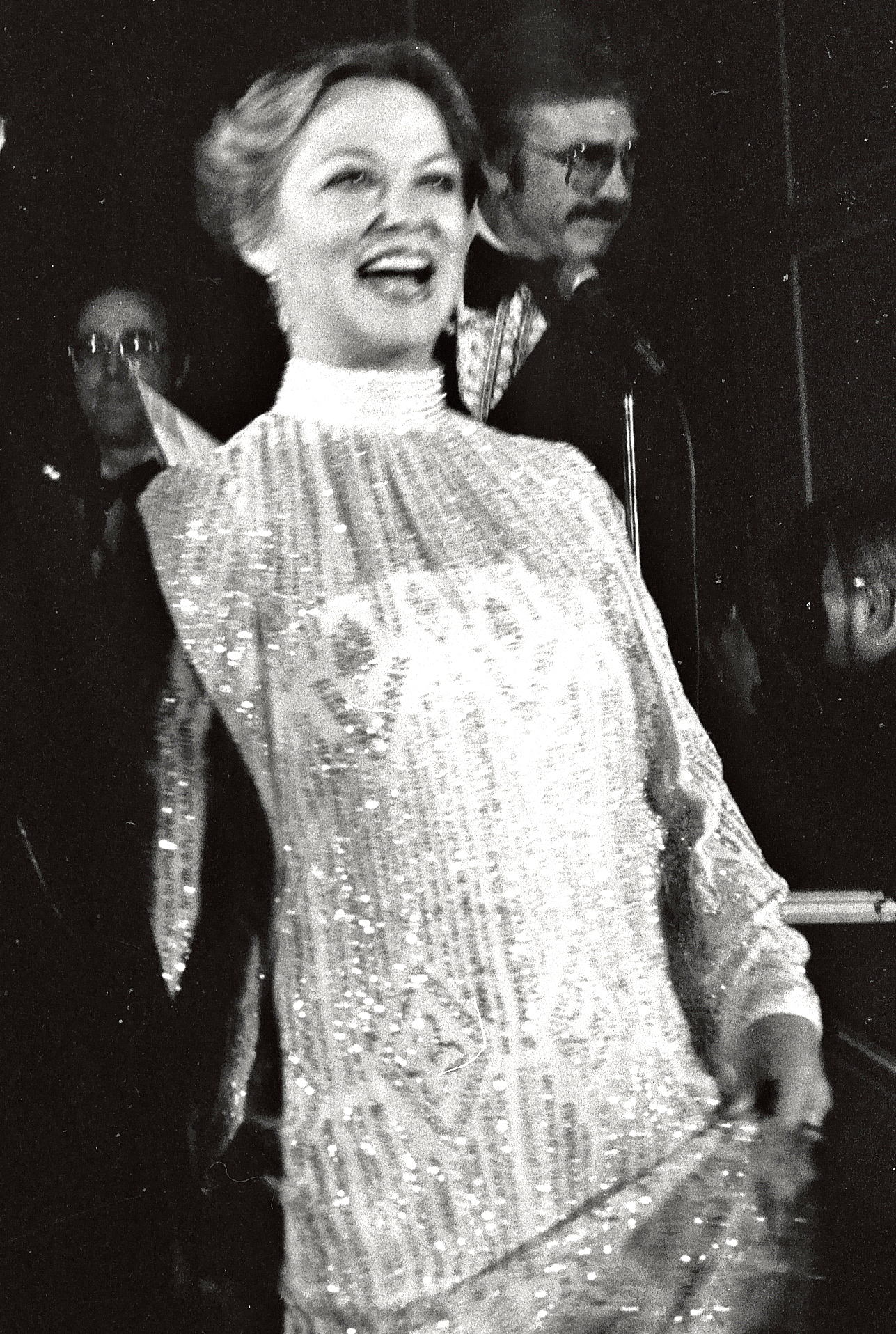
Louise Fletcher en 1979.

Elle a dès lors trouvé sa place et a continué de tourner pour de nombreux films comme The Player de Robert Altman, L'Exorciste 2 : L'Hérétique de John Boorman, Blue Steel de Kathryn Bigelow, Giorgino de Laurent Boutonnat, Les Hommes de l'ombre de Lee Tamahori, Sexe Intentions de Roger Kumble, Une carte du monde de Scott Elliott ou encore Sac d'embrouilles de Michael Browning. On la voit aussi au naturel dans le documentaire sur le renouveau du cinéma américain des années 1970, Une décennie sous influence (titre inspiré d'Une femme sous influence de John Cassavetes).
Elle est aussi une grande figure de la télévision américaine. En effet, elle a tourné dans plus d'une dizaine de séries telles que Les Incorruptibles, Les Contes de la crypte, Star Trek: Deep Space Nine, Un drôle de shérif, Profiler, The Practice : Bobby Donnell et Associés, Le Monde de Joan, Urgences, Sept à la maison, Heroes ou encore plus récemment (2012) Shameless, une série comique assez éloignée des standards habituels.
En 2006, on la retrouve à l'affiche d'un film français, Police Blues de Marc-André Grynbaum, l'histoire décalée d'un flic déprimé qui se désintéresse peu à peu de son enquête afin de passer plus de temps à préparer les championnats du monde de tango.

### Vie privée et mort
En 1960, Louise Fletcher épouse l'agent littéraire et producteur de film Jerry Bick (1923–2004). De cette union, naissent deux fils : John Dashiell Bick et Andrew Wilson Bick. Elle interrompt sa carrière pendant onze ans pour les élever. Le couple divorce en 1977.
Dans les années 1990, Louise Fletcher achète une vieille ferme à l'abandon dans le village de Montdurausse dans le Tarn, à la lisière du Tarn-et-Garonne. Elle restaure cette ferme et y réside six mois par an, notamment en période estivale. Elle y meurt le 23 septembre 2022,.

## Filmographie

### Cinéma

#### Longs métrages
- 1963 : Le Téléphone rouge (A Gathering of Eagles) de Delbert Mann : Mme Kemler
- 1974 : Nous sommes tous des voleurs (Thieves Like Us) de Robert Altman : Mattie
- 1975 : La Roulette russe (en) ( Russian Roulette) : Midge
- 1975 : Vol au-dessus d'un nid de coucou (One Flew Over the Cuckoo's Nest) de Miloš Forman : l'infirmière Mildred Ratched
- 1977 : L'Exorciste 2 : L'Hérétique (Exorcist II: The Heretic) de John Boorman : Dr Gene Tuskin
- 1978 : Le Privé de ces dames (The Cheap Detective) de Robert Moore : Marlene DuChard
- 1979 : Du rouge pour un truand (en) (The Lady in Red) : Anna Sage
- 1979 : Le Magicien de Lublin (The Magician of Lublin) de Menahem Golan : Emilia
- 1979 : Natural Enemies (en) : Miriam Steward
- 1980 : The Lucky Star (en) : Loes Bakker
- 1980 : Mama Dracula de Boris Szulzinger : Mama Dracula
- 1981 : Strange Behavior (en) de Michael Laughlin : Barbara Moorehead
- 1982 : Talk to Me : la mère de Richard
- 1983 : Les envahisseurs sont parmi nous (Strange Invaders) de Michael Laughlin : Mme Benjamin
- 1983 : Brainstorm de Douglas Trumbull : Dr Lillian Reynolds
- 1983 : Grizzly II: The Predator : Eileene Draygon
- 1984 : Charlie (Firestarter) de Mark L. Lester : Norma Manders
- 1984 : Il était une fois en Amérique (Once upon a time in America) de Sergio Leone : la directrice du cimetière (Version Extended Director's Cut de 2012)
- 1986 : L'invasion vient de Mars (Invaders from Mars) de Tobe Hooper : Mme McKeltch
- 1986 : La Tête dans les nuages (The Boy Who Could Fly) de Nick Castle : Dr Granada, psychiatre
- 1986 : Nobody's Fool d'Evelyn Purcell : Pearl
- 1987 : Flowers in the Attic de Jeffrey Bloom : la grand-mère
- 1988 : À fleur de peau (Two Moon Junction) de Zalman King : Belle Delongpre
- 1989 : Best of the Best de Robert Radler : Mme Grady
- 1990 : Shadowzone (en) : Dr Erhardt
- 1990 : Blue Steel de Kathryn Bigelow : Shirley Turner
- 1992 : Visions troubles (Blind Vision) : Miss Taylor
- 1994 : Terrain miné (On Deadly Ground) de Steven Seagal : Bartender (non créditée)
- 1994 : Giorgino de Laurent Boutonnat : Armelle
- 1994 : Tollbooth : Lillian
- 1994 : Tryst : Maggie
- 1995 : Passion interdite (en) (Return to Two Moon Junction) : Belle Delongpre
- 1995 : Programmé pour tuer (Virtuosity) de Brett Leonard : Elizabeth Deane
- 1996 : Les Hommes de l'ombre (Mulholland Falls) de Lee Tamahori : Esther (non créditée)
- 1996 : Edie & Pen (en) : Juge
- 1996 : Deux Jours à Los Angeles (2 Days in the Valley) de John Herzfeld : Evelyn
- 1996 : Prof et Rebelle (High School High) de Hart Bochner : la directrice Evelyn Doyle
- 1996 : Frankenstein and Me : Mme Perdue
- 1997 : Pêche Party (Gone Fishin') de Christopher Cain : la serveuse du restaurant (non créditée)
- 1997 : Une douce vengeance (The Girl Gets Moe) : Gloria
- 1998 : Johnny 316 d'Erick Ifergan : la mère de Sally
- 1999 : Sexe Intentions (Cruel Intentions) de Roger Kumble : Helen Rosemond
- 1999 : Une carte du monde (A Map of the World) de Scott Elliott : Nellie Goodwin
- 1999 : Love Kills (en) : Alena Heiss
- 2000 : Big Eden de Thomas Bezucha : Grace Cornwell
- 2000 : Very Mean Men (en) : Katherine Mulroney
- 2000 : Sac d'embrouilles (More Dogs Than Bones) de Michael Browning : Iva Doll
- 2000 : Silver Man : Val
- 2001 : After Image : la tante Cora
- 2001 : Touched by a Killer : Juge Erica Robertson
- 2002 : The Contract de Steven R. Monroe : la grand-mère Collins
- 2002 : Manna from Heaven de Gabrielle Burton et Maria Burton : la Mère supérieure
- 2003 : Finding Home : Esther
- 2004 : Clipping Adam de Michael Picchiottino : Grammy
- 2005 : Aurora Borealis de James C.E. Burke : Ruth Shorter
- 2005 : Dancing in Twilight (en) : Evelyn
- 2006 : Fat Rose and Squeaky : Bonnie
- 2006 : Police Blues
- 2007 : The Last Sin Eater (en) : Miz Elda
- 2007 : Le Noël de Denis la Malice de Ron Oliver : Mme Martha Wilson (vidéo)
- 2010 : The Genesis Code (en) : Ellen Taylor
- 2013 : A Perfect Man (en) : Abbie

#### Court métrage
- 1984 : Overnight Sensation : Eve Peregrine - 'E.K. Hamilton'.

### Télévision

#### Téléfilms
- 1974 : Can Ellen Be Saved? (en) : Bea Lindsey
- 1978 : Thou Shalt Not Commit Adultery : Sally Kimball
- 1984 : Islands : Maureen Davis
- 1985 : Un singe à la maison (en) (A Summer to Remember) : Dr Dolly McKeever
- 1986 : Last Waltz on a Tightrope : Cynthia Damond
- 1986 : Le Choix (en) (Second Serve) : Dr Sadie M. Bishop
- 1987 : J. Edgar Hoover (en) : Annie M. Hoover
- 1989 : The Karen Carpenter Story (en) : Agnes Carpenter
- 1989 : Final Notice de Steven Hilliard Stern : Mme Lord
- 1990 : Cauchemar au 13ème étage (en) (Nightmare on the 13th Floor) : Lettie Gordon
- 1991 : In a Child's Name (en) : Jean Taylor
- 1993 : The Fire Next Time (en) : Sarge
- 1994 : La Nuit des hurlements (en) (The Haunting of Seacliff Inn) : Dorothy O'Hara
- 1994 : L'Échange (Someone Else's Child) : Faye
- 1996 : The Stepford Husbands (en) : Miriam Benton
- 1997 : Sins of the Mind (en) : Dr Anna Bingham
- 1997 : Married to a Stranger (en) : Nana, la mère de Megan
- 1997 : La Mémoire du cœur (en) (Heartless) : la tante Lydia McGuffy
- 1997 : Breast Men (en) : Mme Saunders
- 1999 : The Devil's Arithmetic (en) : Tante Eva
- 1999 : Time Served (en) : Warden Mildred Reinecke
- 2003 : A Time to Remember (en) : Billy Calhoun
- 2005 : Amour paternel (Me and Luke) : la grand-mère Glennie
- 2012 : Bad Girls
- 2012 : Une sœur aux deux visages (Of Two Minds) : la tante Will

#### Séries télévisées
- 1988 : Worlds Beyond (en) : Karen Earl
- 1988 : La Cinquième Dimension : Dr Cline
- 1992 : The Boys of Twilight (en) : Genelva
- 1993-1999 : Star Trek: Deep Space Nine : Vedek, puis Kai Winn Adami
- 1995 : VR.5 : Mme Nora Bloom
- 2005 : Urgences (ER) : Roberta « Birdie » Chadwick
- 2009 : Heroes : Dr Coolidge
- 2010 : Private Practice : la mère de Pete Wilder
- 2011 : Bones : Allison (non créditée)
- 2012 : Shameless : Peggy Gallagher
- 2017 : Girlboss : Rosie

## Distinctions

### Récompenses
- 1976 : Oscar de la meilleure actrice pour Vol au-dessus d'un nid de coucou
- 1976 : Golden Globe de la meilleure actrice dans un film dramatique pour Vol au-dessus d'un nid de coucou
- 1977 : BAFTA de la meilleure actrice pour Vol au-dessus d'un nid de coucou
- 1984 : Saturn Award de la meilleure actrice pour Brainstorm

### Nominations
- 1987 : Razzie Award du pire second rôle féminin pour L'Invasion vient de Mars
- 1988 : Saturn Award du meilleur second rôle féminin pour Flowers in the Attic